# La Voz de Menorca
La Veu de Menorca va ser un periòdic menorquí editat a Maó entre 1906 i 1939.
El diari va ser fundat en 1906,[1] a Maó, com una publicació d'ideologia republicana.[3] Durant el període de la Segona República es va convertir en l'òrgan principal del Partit Radical a les Balears. No obstant això, va tenir una difusió limitada, que no va arribar a passar dels 800 o 1000 exemplars per tiratge. Després de l'esclat de la Guerra civil, el novembre de 1936 el diari va ser confiscat pels anarquistes i va passar a servir com a portaveu de la CNT a l'illa de Menorca.[5][6]
Es va continuar editant fins al 6 de febrer de 1939.